# Такіє (Коміджан)
Такіє (перс. تكيه) — село в Ірані, у дегестані Есфандан, в Центральному бахші, шахрестані Коміджан остану Марказі. За даними перепису 2006 року, його населення становило 59 осіб, що проживали у складі 19 сімей.

## Клімат
Середня річна температура становить 10,87°C, середня максимальна – 30,15°C, а середня мінімальна – -10,72°C. Середня річна кількість опадів – 269 мм.
| Клімат поселення                              | Клімат поселення | Клімат поселення | Клімат поселення | Клімат поселення | Клімат поселення | Клімат поселення | Клімат поселення | Клімат поселення | Клімат поселення | Клімат поселення | Клімат поселення | Клімат поселення | Клімат поселення |
| Показник                                      | Січ.             | Лют.             | Бер.             | Квіт.            | Трав.            | Черв.            | Лип.             | Серп.            | Вер.             | Жовт.            | Лист.            | Груд.            |                  |
| Середній максимум, °C                         | 6,17             | 7,63             | 11,99            | 17,83            | 22,48            | 28,50            | 30,15            | 29,18            | 24,79            | 19,41            | 12,40            | 7,06             |                  |
| Середня температура, °C                       | −2,28            | −0,8             | 3,55             | 9,38             | 14,03            | 20,07            | 24,07            | 23,09            | 18,69            | 13,32            | 6,32             | 0,96             |                  |
| Середній мінімум, °C                          | −10,72           | −9,26            | −4,9             | 0,94             | 5,60             | 11,63            | 17,99            | 17,01            | 12,62            | 7,23             | 0,23             | −5,12            |                  |
| Норма опадів, мм                              | 38               | 34               | 48               | 40               | 36               | 6                | 1                | 1                | 0                | 9                | 22               | 34               |                  |
| Середньомісячна швидкість вітру, м/с          | 1.88             | 2.27             | 2.94             | 3.04             | 2.49             | 2.34             | 2.33             | 2.20             | 2.13             | 2.03             | 1.72             | 1.82             |                  |
| Середньомісячна сонячна радіація, кДж/м²·день | 8753             | 11845            | 14509            | 17988            | 22118            | 26919            | 26056            | 23976            | 20739            | 15126            | 10714            | 8583             |                  |
| --------------------------------------------- | ---------------- | ---------------- | ---------------- | ---------------- | ---------------- | ---------------- | ---------------- | ---------------- | ---------------- | ---------------- | ---------------- | ---------------- | ---------------- |
| Джерело:                                      |                  |                  |                  |                  |                  |                  |                  |                  |                  |                  |                  |                  |                  |